# 1994 en littérature
| Années de la littérature : 1991 - 1992 - 1993 - 1994 - 1995 - 1996 - 1997    |
| Décennies de la littérature : 1960 - 1970 - 1980 - 1990 - 2000 - 2010 - 2020 |

Cet article présente les faits marquants de l'année 1994 en littérature.

## Presse
1. La République des Lettres, parution du numéro 1.

## Parutions

### Bande dessinée
Tous les albums de BD sorti en 1994
1. Annie Pilloy (belge), Les Compagnes des héros de B.D.. Des femmes et des bulles, coll. L'Harmattan, coll. Logiques sociales, 286 pages.

### Biographies
1. Gilles Bresson et Christian Lionet, Le Pen. Biographie, éd. du Seuil.
2. François Fejtő, Joseph II. Biographie, éd. Quai Voltaire.
3. Roger Pierrot, Honoré de Balzac, Fayard
4. Jorge Semprún, L'écriture ou la vie. Sur les 16 mois passé au camp de Buchenwald.
5. Donald Spoto, La Face cachée d'un génie. La vraie vie d'Alfred Hitchcock, éd. Ramsay, 615 p.
6. Albert Camus, Le premier homme, roman autobiographique posthume, publié 34 ans après sa mort, car le manuscrit a été trouvé dans sa sacoche, lors de son accident de voiture. Fut édité grâce à l'aide de sa fille, Catherine Camus et de Gaston Gallimard.  300 pages + 70 pages de feuillets (chapitres rayés)

### Essais
- Alain de Botton, Petite philosophie de l'amour.
- Marc Dachy, Dada et les dadaïsmes, Paris, Gallimard, coll. « Folio ».
- Jean Dutourd, Le Vieil Homme et la France, éd. Flammarion.
- Sophie Herszkowicz, Lettre ouverte au maire de Paris à propos de la destruction de Belleville, Éditions de l'Encyclopédie des Nuisances.
- Bernard-Henri Lévy, La Pureté dangereuse. Sur la "purification ethnique" au Kosovo
- Jacques Philipponneau, Relation de l'empoisonnement perpétré en Espagne et camouflé sous le nom de Syndrome de l'huile toxique, Éditions de l'Encyclopédie des Nuisances.
- Gabrielle van Zuylen, Tous les jardins du monde, coll. « Découvertes Gallimard » (no 207), éd. Gallimard.

#### Littérature
- Philippe Sollers, La Guerre du Goût, éd. Gallimard.
- Henriette Walter, L'aventure des langues en Occident, éd. Robert Laffont,  (ISBN 978-2-221-05918-0) (prix spécial de la société des Gens de Lettres et grand prix des lectrices de Elle) : une présentation accessible des différentes langues parlées en Europe, avec leur origine et leur évolution. Quelques exercices pour tester ses connaissances.
- Eugenio Corti, Les Derniers Soldats du roi (Gli ultimi soldati del re) : le journal de guerre d'Eugenio Corti.

#### Histoire
- Anne Hugon, Vers Tombouctou : L’Afrique des explorateurs II, coll. « Découvertes Gallimard » (no 216), éd. Gallimard.
- Yann Le Bohec, César, éd. P.U.F, coll. Que sais-je ?.

#### Politique/Économie
- Alain Duret, Moyen-Orient, Crises et enjeux, Le Monde Editions.
- Jean-Marie Domenach, La Responsabilité : essai sur le fondement du civisme. Paris, Hatier
- Michel Winock (dir.), Histoire de l'extrême droite en France, éd. du Seuil, « Points ».
- Jean-Christophe Rufin, La dictature libérale, éd. J.-Cl. Lattès.
- Jean-Christophe Rufin, L'aventure humanitaire, éd. Gallimard.
- Jean-Pierre Thiollet et Marie-Françoise Guignard, L'Anti-Crise, éd. Dunod.

### Livres d'Art
1. Yves Bonnefoy avec Florian Rodari, Palézieux.

### Poésie
1. Matilde Camus, poète espagnole publie Ronda de azules ("Boulevard blue").
2. Philippe Jaccottet, Après beaucoup d'années, Gallimard.

### Publications
1. Jean-Marie Pelt, Des fruits, éd. Fayard.

### Romans
Tous les romans parus en 1994

#### Auteurs francophones
1. Frédéric Beigbeder, Vacances dans le coma, Grasset.
2. Louis Calaferte, La Mécanique des femmes, éd. Gallimard, 176 pages. Le désir et le sexe chez les femmes de façon crue et poétique.
3. Jacques Delval, Salut bahut!, Éditions Flammarion, coll. Castor Poche.
4. Aïcha Fofana, Mariage, on copie, Bamako, Éditions Jamana : premier roman publié par une femme au Mali.
5. Patrick Grainville, Les Anges et les Faucons, éd. du Seuil.
6. André Hardellet, Lourdes, lentes, éd. Gallimard, 127 pages. Récit érotique dans la chaleur de l'été.
7. Michel Houellebecq, Extension du domaine de la lutte, Éditions Maurice Nadeau.
8. Nicolas Weill, Émile Zola (1840-1902), Meurtre à l'Aurore, éd. Calmann-Lévy.

#### Auteurs traduits
1. Amy Tan (sino-américaine), Le Club de la chance
2. Pier Paolo Pasolini (Italien),  Qui je suis, éd. Arléa.

## Théâtre
- Yasmina Reza, « Art »

## Naissances
- 3 avril : Eléonore Rambaud

## Décès
- 3 janvier : Frank Belknap Long, écrivain américain de fantastique, d'horreur et de science-fiction, poète et scénariste de comics, mort à 92 ans.
- 24 janvier : Raymond F. Jones, écrivain américain de science-fiction, mort à 78 ans.
- 26 janvier : Jean-Didier Wolfromm, critique et romancier français.
- 31 janvier : Pierre Boulle, écrivain français, mort à 81 ans.
- 6 février : Jack Kirby, scénariste et dessinateur américain, mort à 76 ans.
- 28 mars : Eugène Ionesco, dramaturge français (° 1909).